# Пригода, Кирилл Геннадьевич
Кири́лл Генна́дьевич При́года (род. 29 декабря 1995, Санкт-Петербург) — российский пловец, двукратный чемпион мира 2025 года в эстафетах, 8-кратный чемпион мира на «короткой воде» (в том числе 7 раз — в эстафетах), двукратный чемпион Европы на «короткой воде». Участник Олимпийских игр 2016 и 2020 годов. Заслуженный мастер спорта России.

## Биография
Отец — Геннадий Пригода — четырёхкратный призёр Олимпийских игр в плавании, мать — Елена Волкова — чемпионка мира в плавании на дистанции 200 метров брассом.
В 6 лет начал заниматься плаванием. Первым тренером стала мать. С 16 лет тренером стал Михаил Горелик.
В августе 2014 года Пригода в составе сборной России принял участие в чемпионате Европы в Берлине, где пробился в финал на 200-метровой дистанции брассом, но занял там восьмое место. В декабре 2014 года выступил на чемпионате мира на короткой воде. По итогам трёх индивидуальных брассовых дисциплин завоевал одну медаль, став третьим на 200-метровке. При этом на каждой из трёх дистанций Пригода смог обновить национальный рекорд. В двух комбинированных эстафетах сборная России с Пригодой в составе занимала 4-е место.
На мировом первенстве 2015 года в Казани пробился в финал 100-метровой дистанции брассом, где занял 7-е место, причём во время полуфинального заплыва установил новый рекорд России, равный 59,60 с. Был шанс на медаль и в двух эстафетных заплывах, но оба раза россияне приходили к финишу пятыми.
17 апреля 2016 года с результатом 59,94 с занял второе место на чемпионате России на дистанции 100 метров брассом, что позволило ему выполнить не только олимпийский квалификационный норматив «A», но и норматив ВФП, и попасть в состав сборной России на летние Олимпийские игры в Рио-де-Жанейро. Пригода был близок к попаданию на Игры и на дистанции 200 метров, но в решающем заплыве пришёл к финишу лишь третьим, уступив менее секунды Антону Чупкову и Илье Хоменко. Ещё одну серебряную медаль завоевал на 50-метровке брассом. При этом во время предварительного заплыва Пригода установил новый рекорд России, равный 27,26 с., но в финале этот результат на 0,12 с. смог превзойти Андрей Николаев.

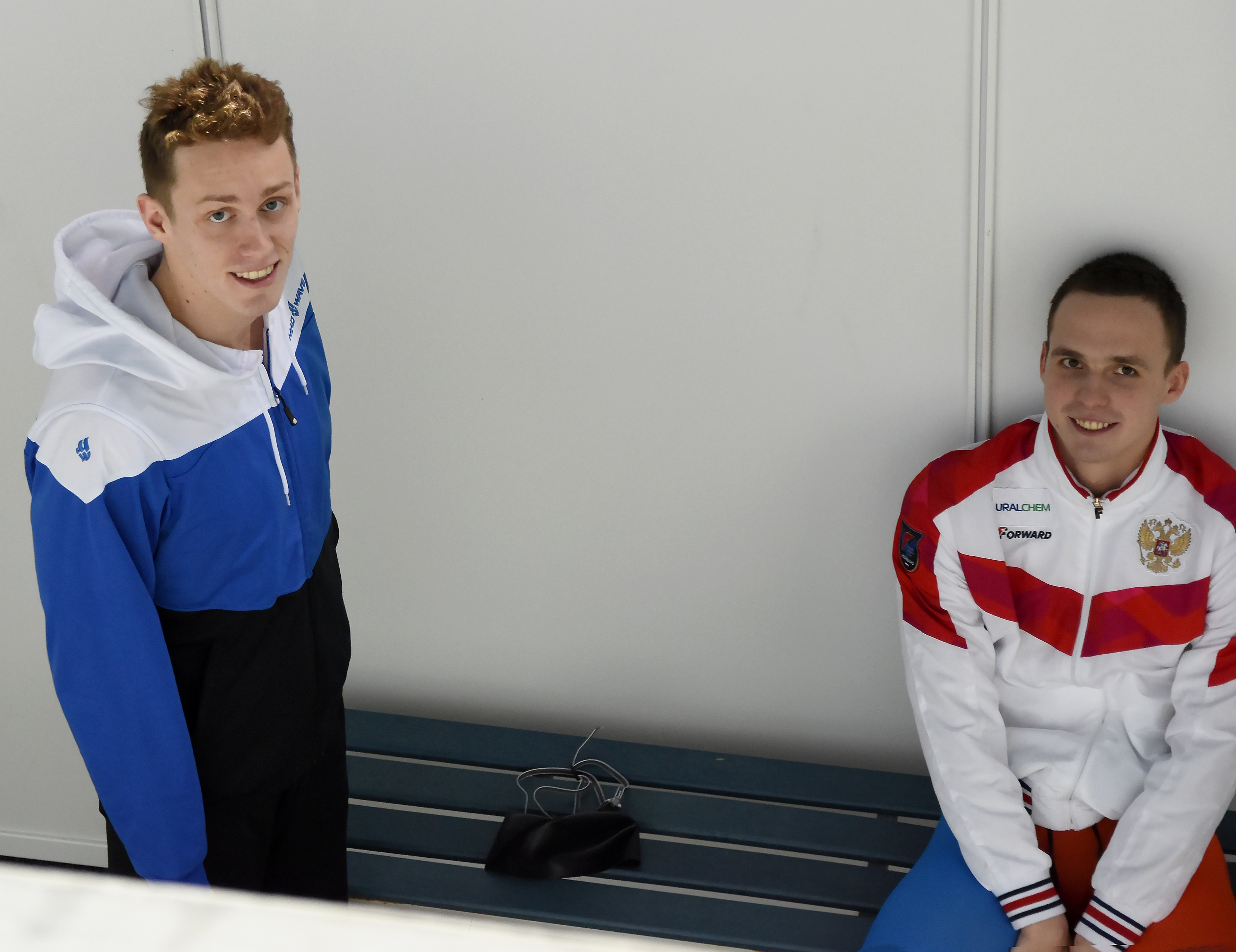
Кирилл Пригода и Антон Чупков перед заплывом 200 м брасс на ЧР по плаванию 2019

На Олимпиаде в Рио выступил на дистанции 100 м брассом и с результатом 1:00,37 занял 20-е место, не пробившись в полуфинал.
На чемпионате мира 2017 года завоевал бронзовую медаль на 100 м брассом, проплыв за 59,05 в финале и установив рекорд России. В полуфинале на 50 м также установил рекорд России (26,85), но в финале стал лишь 7-м с результатом 27,01. На 200 м комплексом не смог пробиться в полуфинал, в смешанной эстафете в составе сборной России стал 6-м.
На чемпионате мира по плаванию на короткой воде в китайском Ханчжоу завоевал золото на дистанции 200 м брассом с мировым рекордом (2:00,16).
В 2020 году входил в сотсав профессиональной команды пловцов London Roar (англ.), выступавшей в Международной плавательной лиге.
В июле 2019 года на XXX летней Универсиаде в Неаполе выиграл две золотые медали на дистанциях 50 м и 200 м брассом и две серебряные медали на дистанции 100 м брассом и в комбинированной эстафете 4х100 м. В том же месяце на чемпионате мира в Кванджу на дистанции 50 м брассом улучшил принадлежавший ему с 2017 года рекорд России с 26,85 до 26,72, заняв четвёртое место. Также участвовал в смешанной комбинированной эстафете 4х100 м в составе национальной команды, которая установила новый рекорд России (3.40,78), однако тоже заняла четвёртое место.
В мае 2021 года на чемпионате Европы в Будапеште завоевал серебряную медаль в комбинированной эстафете 4х100 м.
В декабре 2024 года на чемпионате мира в Будапеште стал обладателем трёх золотых медалей в эстафетах и трёх серебряных в дистанциях на 50 м, 100 м и 200 м брассом.
На чемпионате мира 2025 года в Сингапуре 30 июля завоевал серебро на дистанции 50 метров брассом (0,08 сек проигрыша чемпиону Симоне Черазуоло) и в тот же день менее чем через час стал чемпионом мира в смешанной комбинированной эстафете 4×100 метров (Пригода плыл второй этап брассом). На дистанции 100 метров брассом был дисквалифицирован в финале, а на дистанции 200 метров брассом занял 4-е место. 3 августа стал чемпионом мира в мужской комбинированной эстафете 4×100 метров.

## Личные рекорды
По состоянию на 30 июля 2025 года.
| Длинная вода  | Длинная вода | Длинная вода | Длинная вода     |
| Дистанция     | Время        | Дата         | Место проведения |
| ------------- | ------------ | ------------ | ---------------- |
| 50 м брассом  | 26,62        | 30.07.2025   | Сингапур         |
| 100 м брассом | 58,53        | 27.07.2025   | Сингапур         |
| 200 м брассом | 2:07,47      | 19.04.2023   | Казань           |

| Короткая вода | Короткая вода | Короткая вода | Короткая вода    |
| Дистанция     | Время         | Дата          | Место проведения |
| ------------- | ------------- | ------------- | ---------------- |
| 50 м брассом  | 25,48         | 14.12.2024    | Будапешт         |
| 100 м брассом | 55,49         | 12.12.2024    | Будапешт         |
| 200 м брассом | 2:00,16       | 13.12.2018    | Ханчжоу          |